# Teodor Heinrich
Teodor Heinrich (ur. 1790 w Wittenberdze, zm. 14 września 1869 w Warszawie) – polski farmaceuta, profesor chemii w Instytucie Marymonckim.

## Życiorys
W 1806 przybył do Warszawy jako urzędnik w pruskim zarządzie miasta. Po zawarciu pokoju w Tylży stracił swoje stanowisko i zajmował się naukami przyrodniczymi oraz farmacją. Rozpoczął pracę w aptece Johanna Gottlieba (Jana Bogumiła) Gudeita, inspektora farmaceutycznego Księstwa Warszawskiego. W 1813 zdał egzamin na wydziale nauk lekarskich i otrzymał stopień aptekarza. W tym samym roku nabył w Warszawie aptekę, którą prowadził do swojej śmierci. W tym samym czasie otrzymał stopień doktora medycyny na uniwersytecie w Jenie.
Nauczał w Instytucie na Marymoncie od 1822 do czasu jego zamknięcia w 1831, jako zastępca profesora a następnie jako profesor chemii i technologii.
W tym samym roku wraz z Józefem Janem Celińskim i Adamem Kitajewskim rozpoczął badania wody w Ciechocinku. Był odkrywcą leczniczego działania szlamów Ciechocinka.
W 1844 został członkiem Rady Lekarskiej Królestwa Polskiego. W 1816 został członkiem towarzystwa dobroczynnego i udzielał się w działalności dobroczynnej do śmierci.
Zmarł w Warszawie i został pochowany na cmentarzu ewangelicko-augsburskim przy ulicy Młynarskiej (aleja D, grób 3).

## Twórczość
- Farmacya 2 tomy wspólnie z Szymonem Fabianem, Warszawa, 1834
- Chemische Analyse der Heilquellen bei Busko etc., t. 1, Warszawa, 1833;
- Zbiór treściwy sposobów dochodzenia dobroci lekarstw przy rewizji aptek, t. 1, Warszawa, 1842;
- Zbiór wiadomości chemiczno-farmaceutycznych pod względem teoryi i praktyki, t. 3, Warszawa, 1832—33, wspólnie z J. Schiller
- O używaniu wód mineralnych naturalnych w oddaleniu od źródeł, t. 1, Warszawa, 1842, wydanie I.